# Виктор Ачимович
Виктор Ачимович (на македонска литературна норма: Виктор Аќимовиќ) е деец на комунистическата съпротива във Вардарска Македония, югославски и македонски публицист, новинар, филмов оператор, съветски шпионин. Известен е като македонския Рихард Зорге.

## Биография
Роден е на 15 май 1915 година в град Тетово в семейството на шивача Лазар и жена му Параскева Герасимова от Прилеп. Прадядо му Стойко Акимович от Пакошево е първият учител на сръбската пропаганда в Тетово през 1861 година, а дядо му Любомир Ачимович също е сръбски учител. Докато Македония е в рамките на Югославия семейството му се радва на привилегии като видна просръбска фамилия.
Още като ученик в основното училище се занимава с фотография. От 1932 до 1934 година учи в средно земеделско училище в Крижевци, Хърватия. Там се запознава с комунистическите идеи и е осъден на 14 дни затвор и изключване от училището за разпространяване на комунизъм. През ноември 1934 започва да издава първия си вестник „Тетовске новине“, като в редактирането му помага Боро Аткович. Първият брой на вестника е забранен, но Ачимович продължава да го издава още известно време, до февруари 1935 година, когато е забранен заради призива към селяните да не плащат данъци.
Ачимович се сприятелява с Кочо Рацин, Павел Шатев и Антон Панов. Жени се два пъти, първия път за словенката Милена  Година (1938 година).
През 1939 година издава единствения брой на промакедонисткия вестник на сръбски език „Южна Стварност“. През декември 1939 година е арестуван. До началото на 1941 година е в затвор в Белград и в концентрационните лагери край Билеча и Меджуречие, Сърбия, където влиза в конфликт с Боро Чушкар и Страхил Гигов.
Ачимович работи за разузнаването на СССР чрез групата на българския комунист Любомир Пентиев, стационирана в София. Събира разузнавателни сведения за Македония, Албания и Гърция.
През 1944 година се включва в Комунистическата съпротива във Вардарска Македония като фотограф на Главния щаб на НОВ и ПОМ.
През 1948 година Любомир Пентиев, по това време служител в българското посолство в Белград, му изпраща писмо, в което иска да работи като негов информатор. Ачимович съобщава за писмото на властите, но се отправя към Белград. При опит да избяга в Унгария е арестуван и в 1950 година е осъден на четири години затвор. Обвинен е, че по време на българското управление във Вардарска Македония е имал контакт с администрацията и през септември 1944 година е избран за член на инициативния комитет заедно с Мирко Стефановски и Георги Киселинов, а този комитет, пак според присъдата има за цел да представлява управлението на Независима република Македония начело с Иван Михайлов.
През 1973 година УДБА следи академик Иван Катарджиев под съмнение, че той Ачимович и Венко Марковски подготвят държавен преврат. Умира в Скопие на 21 декември 1987 година.

## Творчество
От 1960 г. е на свободна практика като член на дружеството на художниците за приложни изкуства на Македония и тв репортер на свободна практика в информационно-политическия сектор на Радио-телевизия Скопие. Сред наградите на Ачимович за филми и снимки са „Сребърен плакет“ (1967) за филма „Циркус интернационал“ от Първия фестивал в Скопие „Срещите на солидарността“, първа награда на Фестивала за аматьорски филм в Скопие на следващата година, „Сребърен плакет“ на Международния филмов фестивал за аматьорски филми в Кан за филма „Бял гълъб“. „Бронзов плакет“ от Международния филмов фестивал в Люксембург за филма „Циганска молитва“.